# Antoni Balko

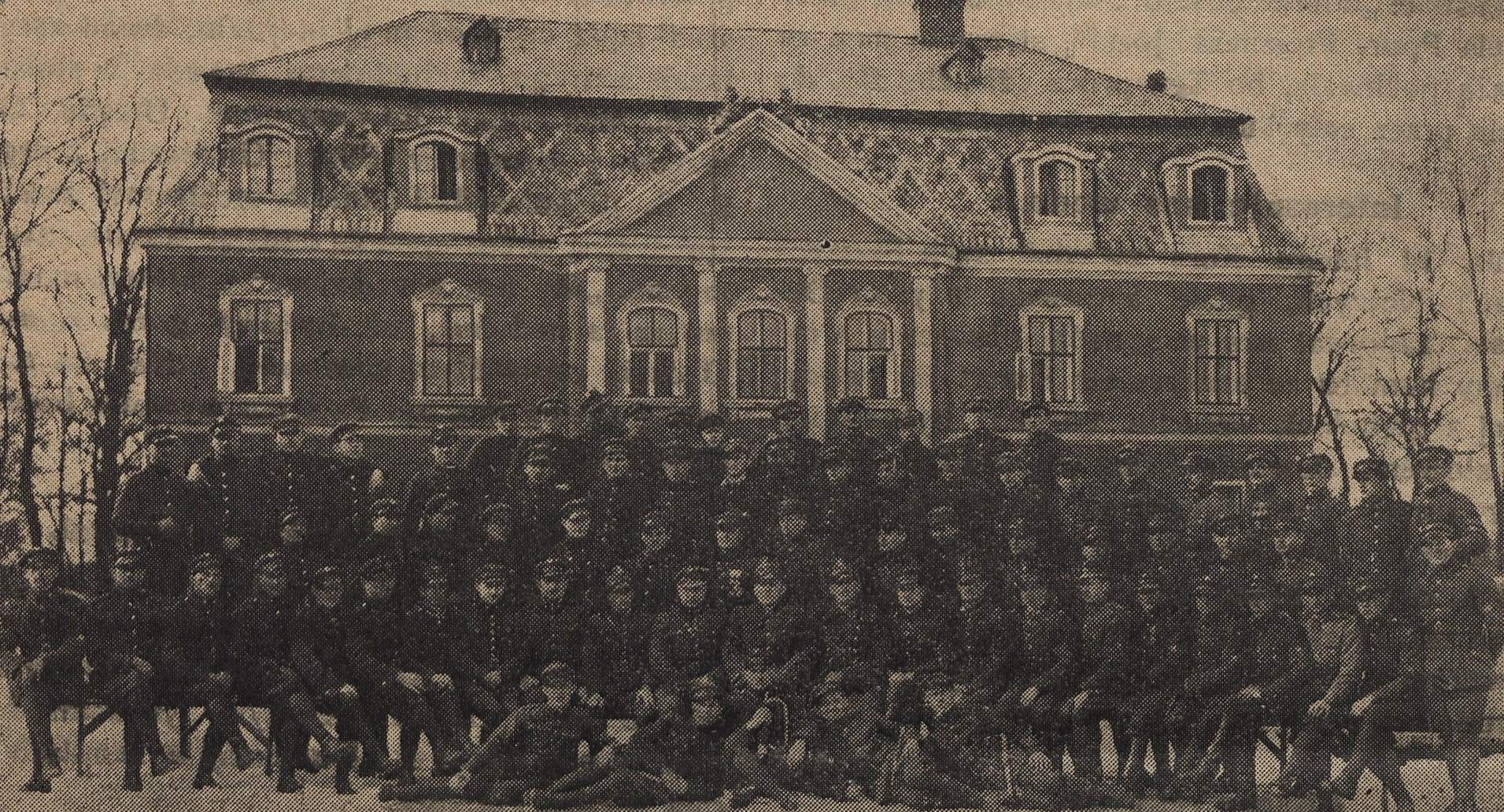
Uczestnicy Kursu Unitarnego dla Podoficerów ZS w Rybnej

Antoni Balko (ur. 4 sierpnia 1893 w Stanisławowie, zm. 4–7 kwietnia 1940 w Katyniu) – major piechoty Wojska Polskiego, ofiara zbrodni katyńskiej.

## Życiorys
Syn Stanisława i Anny ze Szlapaków urodzony w Stanisławowie.
Po ukończeniu Korpusu Kadetów we Lwowie w 1911, mianowany chorążym i przeniesiony do c. i k. 90 pułku piechoty. 1 listopada 1913 awansował na podporucznika piechoty. Uczestnik I wojny światowej. Dostał się do niewoli rosyjskiej w której spędził trzy lata. W 1918 jego oddziałem macierzystym był nadal c. i k. 90 pułk piechoty.
Od 1918 w Wojsku Polskim. Walczył w wojnie polsko-bolszewickiej w 2 pułku piechoty Legionów oraz w 9 pułku piechoty Legionów jako dowódca kompanii. Od 1 stycznia 1920 pełnił funkcję kierownika Wydziału I Mobilizacyjno-Organizacyjnego Sztabu DOGen. nr IV Łódź. 2 stycznia 1920 został mianowany z dniem 1 stycznia tego roku kapitanem piechoty. Przeniesiony następnie do 3 pułku strzelców podhalańskich w Bielsku. Z dniem 15 maja 1925 został przydzielony do 21 Dywizji Piechoty Górskiej na stanowisko I oficera sztabu. 3 maja 1926 został mianowany majorem ze starszeństwem z 1 lipca 1925 i 30. lokatą w korpusie oficerów piechoty. W październiku 1926 został przeniesiony do 22 pułku piechoty w Siedlcach na stanowisko dowódcy I batalionu. W kwietniu 1928 został przesunięty w 3 Pułku Piechoty Legionów w Jarosławiu ze stanowiska dowódcy III batalionu na stanowisko kwatermistrza. W marcu 1929 został zwolniony z zajmowanego stanowiska i oddany do dyspozycji dowódcy Okręgu Korpusu Nr X, a z dniem 30 września tego roku przeniesiony w stan spoczynku.
W 1934, jako oficer stanu spoczynku pozostawał w ewidencji Powiatowej Komendy Uzupełnień Kraków Miasto. Posiadał przydział do Oficerskiej Kadry Okręgowej Nr V. Był wówczas „w dyspozycji dowódcy Okręgu Korpusu Nr V”.
Działał w Związku Strzeleckim, był podokręgowym Związku i Inspektorem Komendy Głównej. W latach 1937–1939 był prezesem Warszawskiego Zarządu Wojewódzkiego LOPP.
Po mobilizacji w 1939 zgłosił się ochotniczo do 2 pułku lotniczego w Krakowie, przydzielony do składu Bazy Lotniczej nr 2. Po agresji ZSRR na Polskę, w trakcie ewakuacji Bazy do Rumunii, w grupie oficerów wzięty do niewoli przez Sowietów. Początkowo został osadzony w Szepetówce, a następnie przeniesiono go do obozu jenieckiego w Kozielsku. Między 4 a 7 kwietnia 1940 został zamordowany przez funkcjonariuszy NKWD w lesie katyńskim i tam pogrzebany w bezimiennej mogile zbiorowej, gdzie od 28 lipca 2000 mieści się oficjalnie Polski Cmentarz Wojenny w Katyniu. W miejscu tym prowadzone były ekshumacje i prace archeologiczne. W czasie ekshumacji przeprowadzonej przez Niemców w 1943, odnaleziono przy nim kartę szczep., leg. LOPP oraz pocztówkę, a zwłoki oznaczono numerem 2175. Figuruje na liście wywózkowej z 2 kwietnia 1940.

Antoni Balko był żonaty z Marią z Lipińskich, z którą miał syna Zbigniewa (ur. 26 lipca 1921).
5 października 2007 minister obrony narodowej Aleksander Szczygło mianował go pośmiertnie na stopień podpułkownika. Awans został ogłoszony 9 listopada 2007 w Warszawie, w trakcie uroczystości „Katyń Pamiętamy – Uczcijmy Pamięć Bohaterów”.

## Ordery i odznaczenia
- Złoty Krzyż Zasługi – 18 marca 1939 „za zasługi na polu pracy społecznej”[30]
- Złota Odznaka Honorowa Ligi Obrony Powietrznej i Przeciwgazowej[31]
- Krzyż Pamiątkowy Mobilizacji 1912–1913 (Austro-Węgry)[4]